# Born To Be With You
«Born To Be With You» –«Nacido para estar contigo»– es una canción de la banda estadounidense de rock Player. Es el quinto y último sencillo extraído del cuarto álbum de estudio del grupo Spies Of Life, publicado en 1981. Fue compuesta por Peter Beckett (como casi todas las canciones del álbum) en donde describe el deseo de estar con alguien y demostrarle que vino al mundo por una sola condición: "estar con ella". Fue publicada a través de RCA Records.

## Información
«Born To Be With You» fue el último sencillo que se desprendió del cuarto disco Spies Of Life, siendo publicado para el mercado de Europa en diciembre de 1981. La versión para Estados Unidos fue lanzada dos años más tarde, en 1983, en plena disolusión de la banda. La canción no logró entrar en ninguna lista de popularidad pero fue junto a «If Looks Could Kill», su lado B, una de las más apreciadas dentro del álbum. 
En la canción se puede apreciar el sonido hard rock de los primeros años 1980; debido al uso de guitarras rítmicas y teclados, generando así un sonido pop potente.

## Lado B
En Estados Unidos, España y Alemania, «Born To Be With You» fue lanzado como lado B de «If Looks Could Kill», en cambio en la edición para Europa es sustituido por el sencillo «Take My Back».

## Lista de pistas
| Lado A |                                           |          |  |
| N.º    | Título                                    | Duración |  |
| 1.     | «If Looks Could Kill» (Versión del álbum) | 3:36     |  |

| Lado B |                                           |          |  |
| N.º    | Título                                    | Duración |  |
| 1.     | «Born To Be With You» (Versión del álbum) | 3:46     |  |